# Дятловский сельсовет (Зарайский район)
Дятловский сельсовет — упразднённая административно-территориальная единица, существовавшая на территории Рязанской губернии и Московской области до 1954 года.
Дятловский сельсовет был образован в первые годы советской власти. В конце 1920-х годов он входил в состав Зарайской волости Зарайского уезда Рязанской губернии.
В 1929 году Дятловский с/с был отнесён к Зарайскому району Коломенского округа Московской области.
17 июля 1939 года к Дятловскому с/с был присоединён Летуновский с/с в составе селений Летуново и Добрая Слободка.
12 апреля 1952 года из Зименковского с/с в Дятловский было передано селение Кувшиново.
14 июня 1954 года Дятловский с/с был упразднён. При этом он был объединён с Зименковским с/с в новый Летуновский с/с.